# Provincia di Bolikhamxai
La provincia di Bolikhamxai (in lao ແຂວງບໍລິຄໍາໄຊ, Khwaeng Bolikhamxai) è una provincia del Laos centrale con capoluogo Pakxan. Nel 2004, la provincia contava su una popolazione di 214 900 abitanti distribuiti su una superficie di 14863 km², per una densità di 14,46 ab./km². Fu creata nel 1983, quando le furono assegnate parti dei territori delle province di Vientiane e di Khammouan.

## Geografia fisica

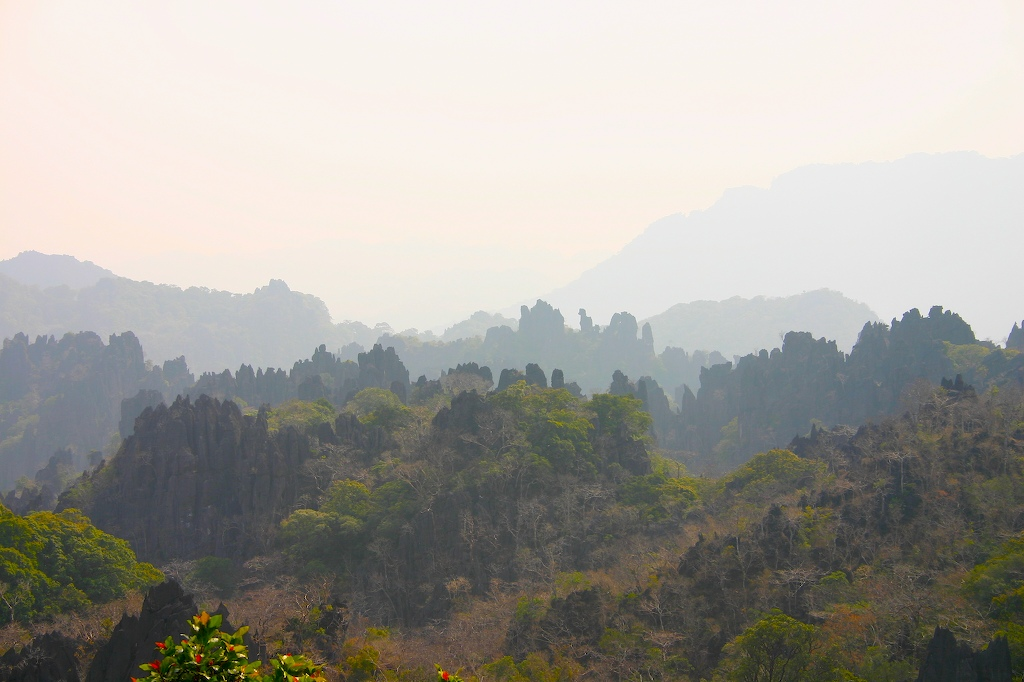
Le formazioni carsiche di Khamkheuth

Bolikhamxai confina ad ovest con la provincia di Vientiane, la prefettura di Vientiane e la Thailandia, a nord con la provincia di Xiangkhoang, ad est con il Vietnam e a sud con la provincia di Khammouan. Il tratto di confine verso la Thailandia è delimitato dal Mekong, sulla cui valle giace la parte orientale della provincia. Ad ovest il territorio si innalza verso le creste della catena Annamita, che demarcano il confine con il Vietnam. Nel distretto di Khamkheuth, si trova una spettacolare serie di colline di formazione carsica, la più grande di questo tipo nel sudest asiatico.
Dal 1998, nel territorio provinciale è in funzione la diga di Theun Hinboun, che convoglia con un tunnel le acque del fiume Nam Theun in quelle del più basso Nam Hinboun. Tale opera, di proprietà di un'azienda laotiana a compartecipazione statale, fornisce una quantità tale di energia idroelettrica che, oltre a soddisfare il fabbisogno delle popolazioni della zona, viene venduta alla Thailandia. Nel febbraio del 2012, nella stessa zona è stata inaugurata una nuova diga che costituisce un serbatoio d'acqua per alimentare la diga di Theun Hinboun nella stagione secca.

## Geografia antropica

### Suddivisioni amministrative
La provincia di Bolikhamxai è suddivisa nei seguenti sei distretti (in lao: ເມືອງ, trasl.: mueang):
| Codice | Nome traslitterato del distretto | Nome lao    |
| ------ | -------------------------------- | ----------- |
| 11-01  | mueang Paksane                   | ເມືອງປາກຊັນ   |
| 11-02  | mueang Thaphabat                 | ເມືອງທ່າພະບາດ |
| 11-03  | mueang Pakkading                 | ເມືອງປາກກະດິງ |
| 11-04  | mueang Borikhane                 | ເມືອງບໍລິຄັນ    |
| 11-05  | mueang Khamkeut                  | ເມືອງຄຳເກີດ   |
| 11-06  | mueang Viengthong                | ເມືອງວຽງທອງ  |
| 11-07  | mueang Xaychomphone              | ເມືອງໄຊຈຳພອນ |